# اندیس رودخانه کرخه۲
رودخانه کرخه۲ یک اندیس غیرفلزی است که در حوالی شهر دزفول استان خوزستان قرار دارد و مادهٔ معدنی موجود در آن، آناتاس است.  